# Mike Butler
Michael Edward "Mike" Butler (Memphis, Tennessee; 22 de octubre de 1946-18 de noviembre de 2018) fue un jugador de baloncesto estadounidense que disputó cuatro temporadas en la ABA. Con 1,88 metros de estatura, jugaba en la posición de escolta.

## Trayectoria deportiva

### Universidad
Jugó cuatro temporadas con los Tigers de la Universidad de Memphis, promediando en la última de ellas 19,4 puntos y 2,9 rebotes por partido, además de liderar la Missouri Valley Conference en tiros libres, con un 84,1% de acierto, lo que le valió para ser incluido en el segundo mejor quinteto de la conferencia.

### Profesional
Fue elegido en el puesto 121 del Draft de la NBA de 1968 por San Diego Rockets, y también por los New Orleans Buccaneers en el draft de la ABA, fichando por estos últimos. Allí jugó dos temporadas como suplente de Steve Jones, en las que promedió 7,5 y 9,9 puntos respectivamente.
En 1970 fue traspasado junto con Red Robbins a los Utah Stars a cambio de Craig Raymond y Bob Warren. En su primera temporada en el equipo se proclamaron campeones de la ABA, tras vencer en las finales a Kentucky Colonels. Butler colaboró con 10,2 puntos y 2,6 asistencias por partido.
Jugó un año más en los Stars, donde perdió protagonismo, y al término de la temporada fue incluido en el draft de expansión por la llegada de nuevos equipos a la liga, siendo elegido por los San Diego Conquistadors, quienes renunciaron finalmente a contar con sus servicios.

## Estadísticas de su carrera en la ABA

### Temporada regular
| Temporada | Edad | Equipo                 | Liga | Pos. | P   | TIT | MIN  | TC  | TCA | %TC  | 3P  | 3PA | %3P  | 2P  | 2PA | %2P  | TL  | TLA | %TL  | R.OF. | R.DEF. | REB | ASIS | PER | FP  | PTS  |
| 1968-69   | 22   | New Orleans Buccaneers | ABA  | SG   | 77  |     | 17.1 | 2.7 | 6.9 | .392 | 0.6 | 2.1 | .309 | 2.0 | 4.8 | .429 | 1.5 | 1.7 | .842 | 0.3   | 1.2    | 1.5 | 2.2  | 1.5 | 1.7 | 7.5  |
| 1969-70   | 23   | New Orleans Buccaneers | ABA  | SG   | 83  |     | 20.8 | 3.6 | 9.6 | .373 | 1.0 | 3.6 | .290 | 2.5 | 6.0 | .422 | 1.6 | 1.9 | .839 | 0.1   | 1.3    | 1.4 | 1.6  | 1.2 | 2.3 | 9.9  |
| 1970-71   | 24   | Utah Stars             | ABA  | SG   | 71  |     | 19.9 | 3.8 | 9.1 | .420 | 0.5 | 1.8 | .256 | 3.4 | 7.3 | .459 | 2.2 | 2.4 | .911 | 0.3   | 1.5    | 1.8 | 2.6  | 1.5 | 2.0 | 10.2 |
| 1971-72   | 25   | Utah Stars             | ABA  | SG   | 14  |     | 6.9  | 1.0 | 2.6 | .389 | 0.2 | 0.6 | .333 | 0.8 | 1.9 | .407 | 0.4 | 0.5 | .857 | 0.3   | 0.4    | 0.7 | 0.9  | 0.9 | 1.3 | 2.6  |
| Total     |      |                        | ABA  |      | 245 |     | 18.6 | 3.2 | 8.2 | .393 | 0.7 | 2.4 | .289 | 2.5 | 5.8 | .437 | 1.7 | 1.9 | .866 | 0.3   | 1.3    | 1.5 | 2.1  | 1.4 | 2.0 | 8.8  |

### Playoffs
| Temporada | Edad | Equipo                 | Liga | Pos. | P  | TIT | MIN  | TC  | TCA | %TC  | 3P  | 3PA | %3P  | 2P  | 2PA | %2P  | TL  | TLA | %TL  | R.OF. | R.DEF. | REB | ASIS | PER | FP  | PTS |
| 1968-69   | 22   | New Orleans Buccaneers | ABA  | SG   | 11 |     | 21.5 | 2.7 | 9.7 | .280 | 1.3 | 4.8 | .264 | 1.5 | 4.9 | .296 | 2.4 | 2.6 | .897 |       |        | 2.6 | 1.5  | 1.3 | 2.4 | 9.1 |
| 1970-71 ❍ | 24   | Utah Stars             | ABA  | SG   | 10 |     | 7.7  | 1.9 | 3.3 | .576 | 0.2 | 0.8 | .250 | 1.7 | 2.5 | .680 | 0.8 | 0.9 | .889 | 0.2   | 0.9    | 1.1 | 0.6  | 0.9 | 0.8 | 4.8 |
| Total     |      |                        | ABA  |      | 21 |     | 15.0 | 2.3 | 6.7 | .350 | 0.8 | 2.9 | .262 | 1.6 | 3.8 | .418 | 1.6 | 1.8 | .895 | 0.2   | 0.9    | 1.9 | 1.1  | 1.1 | 1.6 | 7.0 |